# Grândola
Grândola ('gɾɐ̃dulɐ) è un comune portoghese di 14 901 abitanti situato nel distretto di Setúbal.
Negli anni sessanta a Grândola fu in attività una cooperativa operaia, la "Sociedade Musical Fraternidade Operária Grandolense", osteggiata e repressa dal regime di Salazar, alla quale il cantautore José Afonso dedicò una canzone che il 25 aprile 1974 fu trasmessa alla radio come segnale d'inizio della Rivoluzione dei garofani.

## Società

### Evoluzione demografica
| Popolazione di Grândola (1801 – 2004) | Popolazione di Grândola (1801 – 2004) | Popolazione di Grândola (1801 – 2004) | Popolazione di Grândola (1801 – 2004) | Popolazione di Grândola (1801 – 2004) | Popolazione di Grândola (1801 – 2004) | Popolazione di Grândola (1801 – 2004) | Popolazione di Grândola (1801 – 2004) | Popolazione di Grândola (1801 – 2004) |
| ------------------------------------- | ------------------------------------- | ------------------------------------- | ------------------------------------- | ------------------------------------- | ------------------------------------- | ------------------------------------- | ------------------------------------- | ------------------------------------- |
| 1801                                  | 1849                                  | 1900                                  | 1930                                  | 1960                                  | 1981                                  | 1991                                  | 2001                                  | 2004                                  |
| 3463                                  | 2528                                  | 7539                                  | 13370                                 | 21060                                 | 16042                                 | 13767                                 | 14901                                 | 14454                                 |

## Freguesias
- Azinheira dos Barros e São Mamede do Sádão
- Carvalhal
- Grândola
- Melides
- Santa Margarida da Serra